# Draguć
Draguć je naselje u Republici Hrvatskoj, u sastavu Općine Cerovlje, Istarska županija. 

## Kultura
- Kuća fresaka

### Film
Zbog brojnih filmova koji su u Draguću snimljeni mjesto je dobilio i nadimak – istarski Hollywood. Film je bio mjestom snimanja devet domaćih i inozemnih filmova u posljednjih 40 godina. Za potrebe filma Libertas "glumio" je Firencu, ovdje je sniman La Femme Musketeer s Nastassjom Kinski i Gerardom Depardieuom iz 2004., 1995. film Melita, Letači velikog neba, Mandrin, Suton, Marija i dr. Osobito je snimano u kući obitelji Zanelli.

## Stanovništvo
Prema popisu stanovništva iz 2001. godine, naselje je imalo 79 stanovnika te 29 obiteljskih kućanstava.
| broj stanovnika | 271   | 281   | 303   | 314   | 354   | 384   | 885   | 877   | 280   | 285   | 211   | 153   | 118   | 92    | 79    | 68    | 56    |
|                 | 1857. | 1869. | 1880. | 1890. | 1900. | 1910. | 1921. | 1931. | 1948. | 1953. | 1961. | 1971. | 1981. | 1991. | 2001. | 2011. | 2021. |

## Vanjske poveznice
- Informacije o Draguću